# Корноухово (Рыбно-Слободский район)
Корноухово — село в Рыбно-Слободском районе Татарстана. Административный центр Корноуховского сельского поселения.

## География
Находится в центральной части Татарстана на расстоянии приблизительно 16 км на северо-запад по прямой от районного центра поселка Рыбная Слобода у речки Ирга.

## История
Известно с 1565—1567 годов, упоминалось также как Новоникольское. В 1891 году была построена Никольская церковь.

## Население
Постоянных жителей было: в 1782—118 душ мужского пола, в 1859—370, в 1897—530, в 1908—561, в 1920—845, в 1926—660, в 1949—1379, в 1958—1190, в 1970—1263, в 1989—727, в 2002 году 631 (русские 59 %, татары 41 %), в 2010 году 599.